# Assurant
Assurant est une entreprise américaine d'assurance. Elle est issue de la filiale américaine de Fortis

## Histoire
En octobre 2017, Assurant annonce l'acquisition de Warranty Group, appartenant au fond TPG, pour l'équivalent de 1,9 milliard de dollars.